# Fabiola Zuluaga
Fabiola Zuluaga (* 7. Januar 1979 in Cúcuta) ist eine ehemalige kolumbianische Tennisspielerin.

## Karriere
Zuluaga kam im Alter von sieben Jahren über ihre Mutter zum Tennissport, sie wurde Mitglied des Colsantas Tennis Team. Das bevorzugte Terrain der Grundlinienspielerin war der Sandplatz. Als Juniorin gewann sie alle Turniere des COSAT Circuit Unter 14 und vier Turniere des Europa Circuit Unter 14.
In ihrer Karriere gewann sie fünf Einzeltitel auf der WTA Tour; allein vier dieser Erfolge feierte sie beim heimischen WTA-Turnier in Bogotá. Dazu kamen neun Einzel- und zwei Doppeltitel auf dem ITF Women’s Circuit. 2004 stand sie bei den Australian Open im Halbfinale der Einzelkonkurrenz; es war ihr bestes Abschneiden bei einem Grand-Slam-Turnier.
Für die kolumbianische Fed-Cup-Mannschaft absolvierte sie zwischen 1994 und 2003 insgesamt 58 Partien, von denen sie 42 gewinnen konnte.
Bei den US Open 2005 erklärte sie ihre Profikarriere für beendet.

## Persönliches
Am 11. Dezember 2004 heiratete Fabiola Zuluaga den Journalisten Julian Garcia.

## Turniersiege

### Einzel
| Nr. | Datum            | Turnier   | Kategorie    | Belag | Finalgegnerin           | Ergebnis      |
| --- | ---------------- | --------- | ------------ | ----- | ----------------------- | ------------- |
| 1.  | 21. Februar 1999 | Bogotá    | WTA Tier IVa | Sand  | Christína Papadáki      | 6:1, 6:3      |
| 2.  | 10. Oktober 1999 | São Paulo | WTA Tier IVa | Sand  | Patricia Wartusch       | 7:5, 4:6, 7:5 |
| 3.  | 24. Februar 2002 | Bogotá    | WTA Tier III | Sand  | Katarina Srebotnik      | 6:1, 6:4      |
| 4.  | 23. Februar 2003 | Bogotá    | WTA Tier III | Sand  | Anabel Medina Garrigues | 6:3, 6:2      |
| 5.  | 29. Februar 2004 | Bogotá    | WTA Tier III | Sand  | María Sánchez Lorenzo   | 3:6, 6:4, 6:2 |

## Abschneiden bei Grand-Slam-Turnieren

### Einzel
| Turnier         | 1998 | 1999 | 2000 | 2001 | 2002 | 2003 | 2004 | 2005 | Karriere |
| --------------- | ---- | ---- | ---- | ---- | ---- | ---- | ---- | ---- | -------- |
| Australian Open | —    | —    | 2    | —    | —    | 1    | HF   | 2    | HF       |
| French Open     | —    | 3    | 3    | —    | 1    | 3    | AF   | 2    | AF       |
| Wimbledon       | —    | 1    | —    | —    | —    | 2    | 1    | —    | 2        |
| US Open         | 2    | 2    | —    | —    | 2    | 3    | 3    | 2    | 3        |

Zeichenerklärung: S = Turniersieg; F, HF, VF, AF = Einzug ins Finale / Halbfinale / Viertelfinale / Achtelfinale; 1, 2, 3 = Ausscheiden in der 1. / 2. / 3. Hauptrunde; Q1, Q2, Q3 = Ausscheiden in der 1. / 2. / 3. Runde der Qualifikation; n. a. = nicht ausgetragen